# Nhãn hàng hóa (Việt Nam)

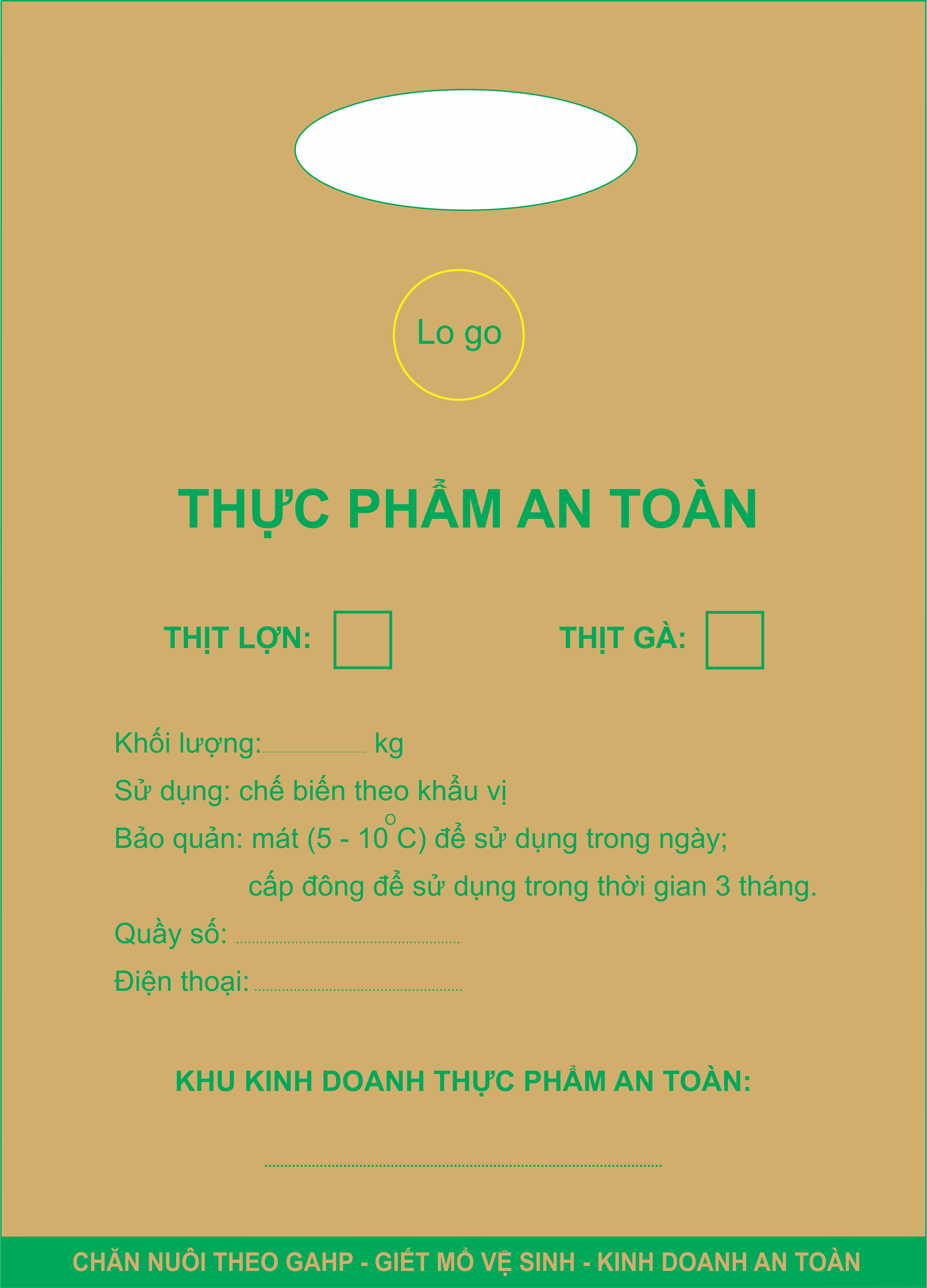
Mẫu nhãn hàng hóa thực phẩm có nguồn gốc từ chăn nuôi

Nhãn hàng hoá, theo Nghị định 89/2006/NĐ-CP ngày 30/9/2006  của Thủ tưởng Chính phủ về nhãn hàng hóa, là bản viết, bản in, bản vẽ, bản chụp của chữ, hình vẽ, hình ảnh được dán, in, đính, đúc, chạm, khắc trực tiếp trên sản phẩm hàng hoá, trên bao bì thương phẩm của hàng hoá hoặc trên các chất liệu khác được gắn trên hàng hoá, bao bì thương phẩm của hàng hoá.